# Торосгюх
Торосгю́х (арм. Թորոսգյուղ) — село в Ширакской области, Армения. С октября 2016 года входит в состав общины Сарапат .

## География
Село расположено в центральной части Ашоцкого района. К западу от Торосгюха находится село Гоговит, к востоку — Лернагюх.

## История
Деревня основана в 1828 году переселенцами из Западной Армении (деревня Верхний Арснакар, Басенский район).

## Экономика
Население занимается скотоводством и земледелием.

## Демография
| Год  | Постоянное население |
| ---- | -------------------- |
| 2001 | 325                  |
| 2008 | 296                  |
| 2009 | 298                  |
| 2010 | 283                  |
| 2011 | 291                  |
| 2012 | 293                  |
| 2014 | 302                  |

## Родившиеся в селе Торосгюх
- Айдин Арутюнян (1 июля 1918 — 23 ноября 1990) — участник Великой Отечественной войны, Герой Советского Союза, старший сержант;
- Ашот Агабабян — депутат парламента Армении с 2003 года.